# ファラオ・ハウンド

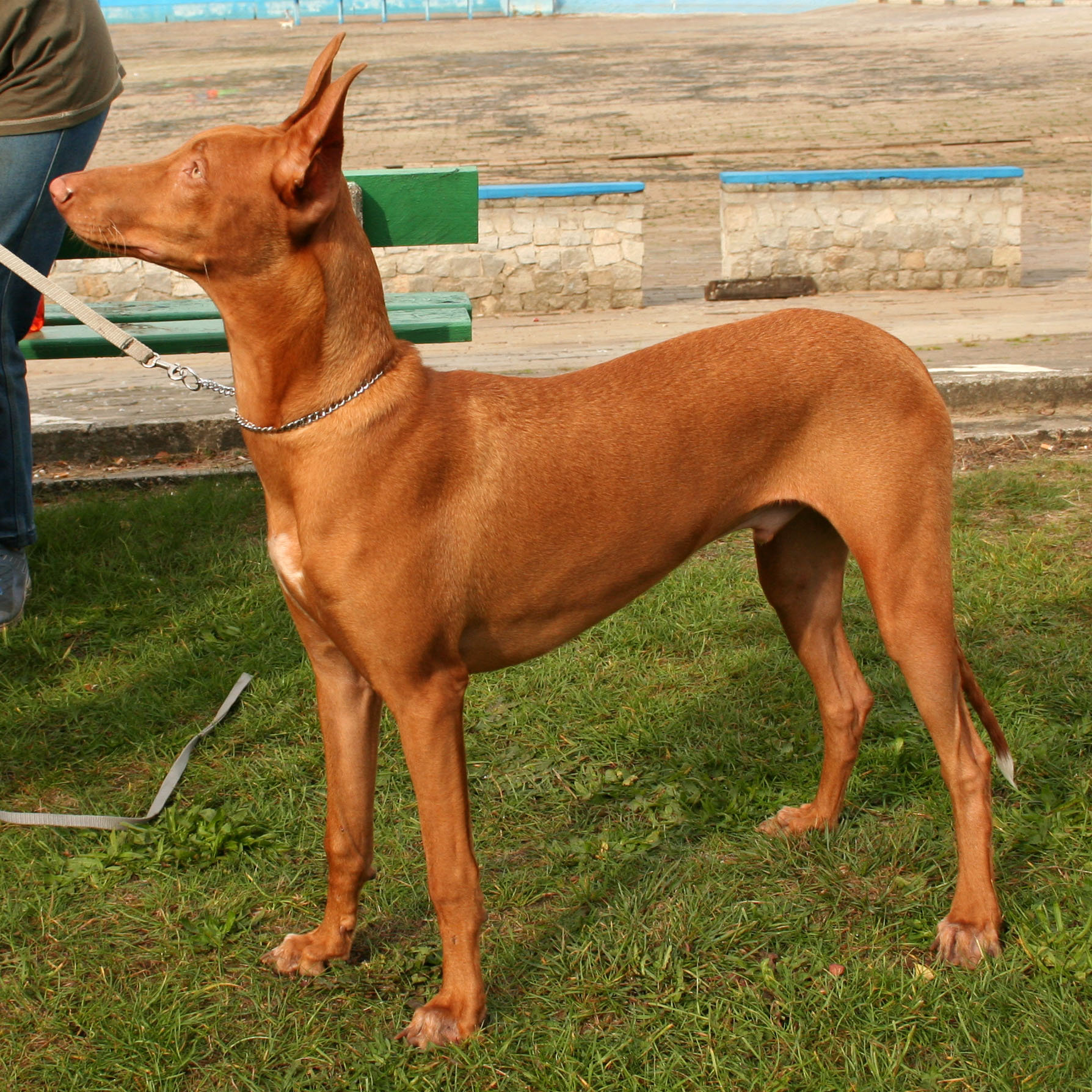
ファラオ・ハウンド

ファラオ・ハウンド（英：Pharaoh Hound）は、マルタ共和国原産のサイトハウンド犬種である。別名はケルブ・タル・フェネック（英：Kelb tal Fennek）。

## 歴史
紀元前1000年ごろにフェニキア人によってマルタ島へ持ち込まれたエジプト原産の超古代犬種、チズムが本種の先祖である。それが発展して、島という外部から隔離された環境で長年純血を保ってきた。主にウサギを狩るために使われてきたため、現地ではケルタ・タル・フェネック（＝ウサギ猟犬という意味合いを持つ）という名で呼ばれるようになった。
ファラオ・ハウンドという名前がつけられたのは1960年代のことで、この頃初めてイギリスに輸出されてブリーディングが行なわれるようになった。その際に高貴な姿をしていながら、「ウサギ猟犬」という作業犬のような名前はあまり良くないのではないかと改名案が出され、この名前が与えられた。この「ファラオ」というのはそのままツタンカーメンのことで、先祖がエジプトからもたらされたということと、本種の高貴な印象から連想して考案されたといわれている。
ファラオ・ハウンドと名乗るようになってからは人気が急上昇し、世界中に広く愛され、母国マルタの名を広めることにも大いに貢献した。このことから、1920年にマルタを代表する犬として国犬の称号が与えられた。現在もその人気は衰えを知らず、大型犬が小型犬よりも人気が高い国ではショードッグ・ペットとして多く飼育されている。現在も実猟犬として飼育されている犬も少なくない。近年は毎年国内登録が行われている。2016年度の国内登録頭数順位は133位中112位であった。

## 特徴
チズムの血を強く引き、アヌビス神によく似た姿をしている。凛とした顔つきで、琥珀色の瞳の小さな目を持つ。サイトハウンドのため、マズル・首・脚・胴・尾が長い。耳は大きなろうそく耳（ろうそくの炎のような耳形）で、尾は先細りのサーベル形の垂れ尾。体は筋肉質で引き締まっていて、身体能力が高い。コートはスムースコートで、毛色はレッド系の単色や、それにホワイトのパッチが入ったものなど。暑さには強いが、もともと温暖な気候の国の生まれであるため寒さに弱い。体高は雄58〜64cm、雌53〜61cmで体重は雌雄共に18〜25kgの中型犬。性格は外見とは異なり人懐こく、温和で従順である。初対面の人や犬に対しては警戒心を持つが、自分や家族に危害を与えることが無いと判断すると仲良く接してくる。子供にも寛容で、しつけの飲み込みや状況判断力も良いが、自立心旺盛なため根気よく教える必要がある。もとがウサギ猟犬であるため、小型獣を見ると狩猟本能に狩られるので見せないようにすべきである。運動量は非常に多いが、家庭犬として飼育するのによく適した犬種である。水に濡れても、犬独特のにおいを発しない。